# Sommer-Universiade 1959/Fechten
Bei der Sommer-Universiade 1959 in Turin wurden bei der ersten Ausgabe der Studentenweltmeisterschaften acht Wettbewerbe im Fechten ausgetragen, davon entfielen sechs Entscheidungen auf die Männer sowie zwei für Frauen.

## Ergebnisse Männer

### Florett Einzel
| Platz | Land | Sportler             |
| ----- | ---- | -------------------- |
| 1     | FRA  | Guy Barrabino        |
| 2     | URS  | Juri Sissikin        |
| 3     | URS  | Wiktor Schdanowitsch |

### Degen Einzel
| Platz | Land | Sportler          |
| ----- | ---- | ----------------- |
| 1     | HUN  | István Kausz      |
| 2     | SUI  | Michel Steininger |
| 3     | SWE  | Göran Abrahamsson |

### Säbel Einzel
| Platz | Land | Sportler           |
| ----- | ---- | ------------------ |
| 1     | ITA  | Wladimiro Calarese |
| 2     | POL  | Emil Ochyra        |
| 3     | FRA  | Jean-Ernest Ramez  |
| 4     |      |                    |
| 5     | HUN  | Tamás Mendelényi   |
| 6     | HUN  | József Szerencsés  |

### Florett Mannschaft
| Platz | Land | Sportler                                                    |
| ----- | ---- | ----------------------------------------------------------- |
| 1     | URS  | Iuri Ossipowi Juri Sissikin Wiktor Schdanowitsch            |
| 2     | FRA  | Ferenc Czvikovszky Jenő Kamuti József Marosi Bertalan Szőcs |
| 3     | FRA  | Guy Barrabino                                               |

### Degen Mannschaft
| Platz | Land | Sportler                                         |
| ----- | ---- | ------------------------------------------------ |
| 1     | ITA  | Alberto Pellegrino Gianluigi Saccaro             |
| 2     | POL  | Wiesław Glos Bogdan Gonsior                      |
| 3     | HUN  | István Kausz József Marosi Pál Rabár Tibor Szûcs |

### Säbel Mannschaft
| Platz | Land | Sportler                                                     |
| ----- | ---- | ------------------------------------------------------------ |
| 1     | HUN  | Attila Kovács Tamás Mendelényi Tibor Pézsa József Szerencsés |
| 2     | ITA  | Wladimiro Calarese Mario Ravagnan                            |
| 3     | POL  | Emil Ochyra Ryszard Parulski                                 |

## Ergebnisse Damen

### Florett Einzel
| Platz | Land | Sportler        |
| ----- | ---- | --------------- |
| 1     | FRG  | Romy Weiß       |
| 2     | FRG  | Gudrun Vorbrich |
| 3     | FRA  | Monique Leroux  |

### Florett Mannschaft
| Platz | Land | Sportler                                                          |
| ----- | ---- | ----------------------------------------------------------------- |
| 1     | FRA  | Monique Leroux                                                    |
| 2     | FRG  | Gudrun Vorbrich Romy Weiß                                         |
| 3     | ITA  | Claudia Pasini                                                    |
| 4     | HUN  | Judit Ágoston Vera Kelemen Mariann Plazzarianov Katalin Szalontay |